# 衢丽铁路
衢丽铁路，是一条连接浙江省衢州市与丽水市的高速铁路，由一期松阳至丽水段和二期衢州至松阳段组成，为浙江省铁路十三五规划建设项目，原确定原则为一次规划、同步研究、分段实施，全线按时速200公里新建。

## 松阳至丽水
松阳至丽水段作为衢丽铁路一期工程先行实施。新建正线65.303公里，设计时速200公里，概算投资90.86亿元，建设工期48个月。
2020年4月15日，浙江省发改委批复衢丽铁路松阳至丽水段可行性研究报告。12月28日，衢丽铁路一期松丽段开工仪式于浙江丽水举行，控制性工程枫树岭隧道正式开工建设。
2022年3月31日，衢丽铁路一期全面开工建设。12月9日，松阳至丽水段全线首座双线大断面软弱围岩隧道黄塘弄隧道顺利贯通。
2023年8月1日，松阴隧道贯通。10月28日，范田隧道贯通；11月1日，紫阳观隧道贯通；11月6日，郑弄口隧道顺利贯通。
2024年1月15日，衢丽铁路全线首座1公里以上的隧道下岩隧道贯通。

## 衢州至松阳
衢丽铁路二期衢松段，北接杭衢铁路衢江站，南接衢宁铁路松阳站，正线全长95.140公里，其中衢州境内正线里程约51.6公里，设车站4座（衢江、龙游、遂昌西、松阳），线路所3座（方村线路所、上西线路所，预留烟山线路所），另引入衢江站右线绕行段4.876公里（单线）。同时修建至杭衢铁路杭州方向联络线合计11.512公里（单线）（上行5.773公里、下行5.739公里）。设计时速200公里、预留时速250公里，按高速铁路标准建设。
2022年3月10日，衢州至松阳段环境影响评价第一次公示。6月15日，衢州至松阳段环境影响报告书征求意见稿公示。8月，浙江省发改委批复了衢松段项目可行性研究报告。9月27日，浙江省生态环境厅批复衢松段环境影响报告书。10月，项目初步设计获批。12月28日，衢松段开工。